# Wydział Turystyki i Rekreacji Akademii Wychowania Fizycznego i Sportu im. Jędrzeja Śniadeckiego w Gdańsku
Wydział Turystyki i Rekreacji Akademii Wychowania Fizycznego i Sportu im. Jędrzeja Śniadeckiego w Gdańsku – jednostka naukowo-dydaktyczna, będąca jednym z trzech wydziałów Akademii Wychowania Fizycznego i Sportu im. Jędrzeja Śniadeckiego w Gdańsku. Jego siedziba znajduje się przy ul. Kazimierza Górskiego 1 w Gdańsku.

## Struktura
- Katedra Promocji Zdrowia
  - Zakład Biomedycznych Podstaw Zdrowia
  - Zakład Psychologii Zdrowia
  - Zakład Rekreacji i Turystyki Kwalifikowanej
  - Pracownia SPA i WELLNESS
- Katedra Sportu Powszechnego
  - Zakład Fitness i Sportów Siłowych
  - Zakład Sportów Wodnych
  - Zakład Sportów Rekreacyjnych
- Katedra Zarządzania Turystyką i Rekreacją
  - Zakład Organizacji Turystyki i Rekreacji
  - Zakład Hotelarstwa
  - Zakład Ekonomii i Marketingu[2]

## Kierunki studiów
- Turystyka i Rekreacja

## Władze
Dziekan: prof. nadzw. dr hab. Wojciech Ratkowski

Prodziekan do spraw Nauki: prof. nadzw. dr hab. Mariusz Lipowski

Prodziekan do spraw kształcenia: dr Anna Szumilewicz